# Miconia vittata
Miconia vittata là một loài thực vật có hoa trong họ Mua. Loài này được (Linden & André) Cogn. mô tả khoa học đầu tiên năm 1891.